# 月の雫 (和菓子)

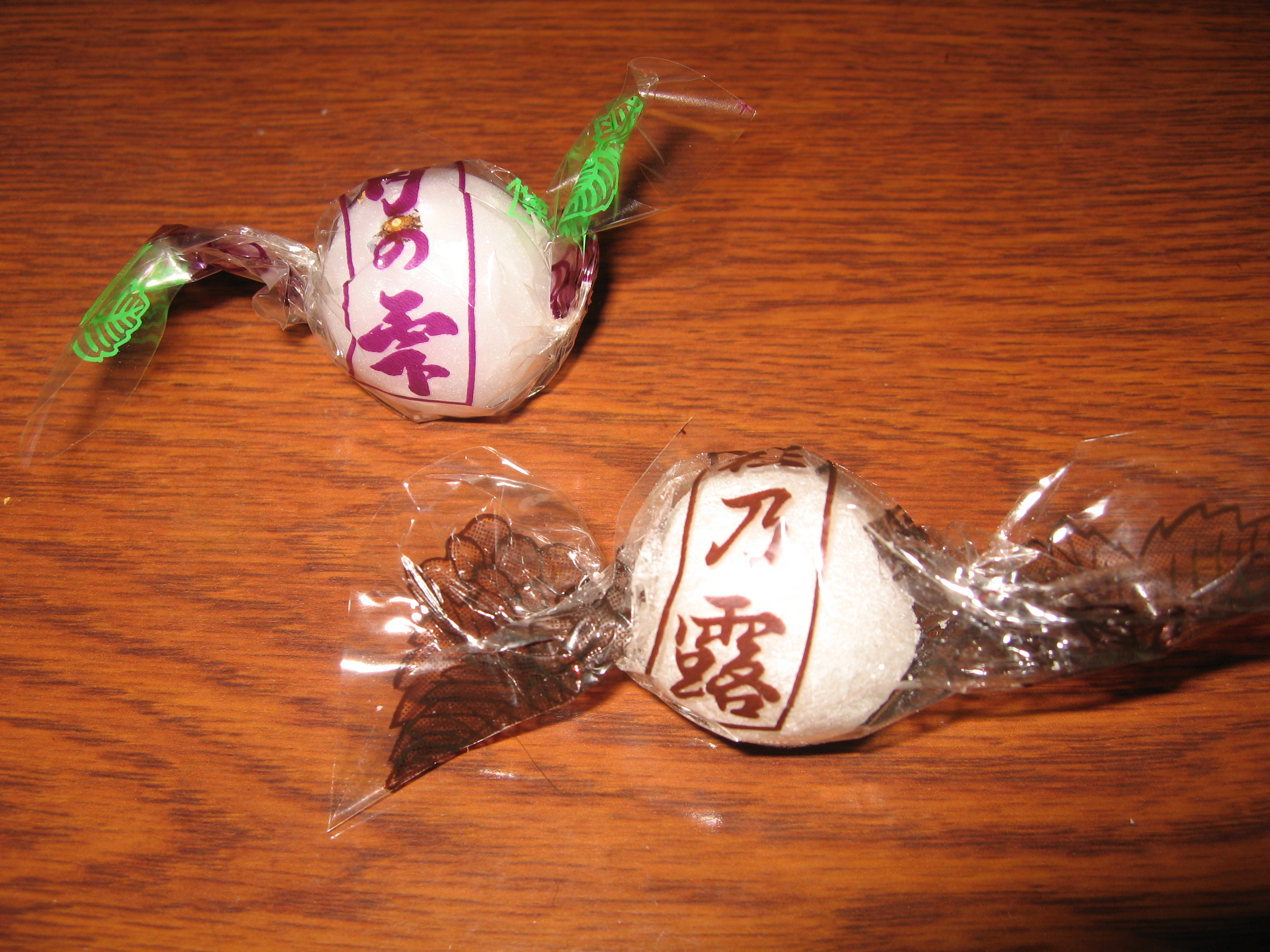
月の雫(上)と桂の露(下)

月の雫（つきのしずく）は、山梨県の名物菓子で、山梨特産の甲州ブドウを糖衣でくるんだもの。白い液状のざらめを練って加熱し、その中に生のブドウを入れることによって作る。この名称はブドウが月の光を吸って育つという伝承がもとになっているともいわれる。生のブドウを用いるため、販売期間は9月から翌年2-3月頃までに限られる。
起源については2説あり、一つは1723年（享保8年）の秋、甲州八日町の牡丹亭金升が庭で砂糖を煮ていたところ、棚のブドウが偶然落ちて入り込みできあがったというもの。これ甲府藩主の柳沢吉里に献じて「月の雫」の銘を賜ったと言われる。もう一つの説は1877年（明治10年）、松林軒の3代目鈴木音兵衛が庭先で砂糖を煮ていた際、同じようにブドウが偶然落ちてできたというものである。
江戸時代には甲斐国の勝沼（甲州市）の一部で甲州葡萄が生産されている。『甲州道中記』では勝沼名物として「月の雫」が紹介され、桶で仕込んでいる図が記されている。

## やまなしの食
山梨県は2019年（令和元年）、次世代への伝承に取り組んでいく郷土食として、176品目を「やまなしの食」として認定し、さらに、このうちの代表的な47品目を「特選やまなしの食」に選定した。「月の雫」はこのいずれにも選定されており、山梨県、甲府市および農林水産省の情報サイトにも掲載されている。